# Liste der Einträge im National Register of Historic Places im Henderson County (Texas)
Die Liste der Registered Historic Places im Henderson County führt alle Bauwerke und historischen Stätten im texanischen Henderson County auf, die in das National Register of Historic Places aufgenommen wurden.

## Aktuelle Einträge
| Lfd. Nr. | Name im NRHP              | Bild | Datum der Eintragung | Adresse/Lage            | Ort    | NRHP-ID  | Beschreibung |
| -------- | ------------------------- | ---- | -------------------- | ----------------------- | ------ | -------- | ------------ |
| 1        | Faulk and Gauntt Building |      | 9. Juni 1980         | 217 N. Prairieville St. | Athens | 80004135 |              |